# Rhadinocentrus ornatus
Rhadinocentrus ornatus – gatunek ryby z rodziny tęczankowatych (Melanotaeniidae), jedyny przedstawiciel rodzaju Rhadinocentrus.